# Pròcul (jurista)
Pròcul (en llatí Proculus) va ser un jurista romà, fundador de la secta o escola dels proculians o proculeians (apareix escrit de les dues maneres) oposada a la dels sabinians. Era un jurista important.
Va ser contemporani de Nerva filius. El Digest fa menció de trenta-set extractes d'aquest jurista derivats de vuit dels seus llibres d'epístoles. És el segon jurista esmentat al Digest en orde cronològic, després de Labeó. Se sap que va escriure almenys onze llibre d'epístoles. També va escriure unes notes sobre Labeó.
Es sospita que el seu nom era Semproni Pròcul, ja que se sap que un avi seu portava aquest nom, però si no era descendent d'aquest per línia directa masculina, també podria ser Licini Pròcul segons comenta Tàcit, que va ser prefecte del pretori sota l'emperador Marc Salvi Otó.